# Kostel Navštívení Panny Marie (Horní Vítkov)
Římskokatolický farní kostel Navštívení Panny Marie v Horním Vítkově v okrese Liberec ve stejnojmenném kraji je barokní sakrální stavba na bývalém hřbitově na stráni nad horní částí Vítkova. Od roku 1966 je kostel chráněn jako kulturní památka.

## Historie
Kostel zde pravděpodobně vznikl v 1330–1335 jako dřevěná stavba, při níž byl kolem kostela zřízen hřbitov. Ta stavba vydržela, jistě s úpravami, až do roku 1575, kdy s podporou frýdlantské vrchnosti, konkrétně Melchiora z Redernu, začala stavba dnešní svatyně. Ta byla upravována po třicetileté válce v letech 1671–1680. Nová stavba znamenala především výstavbu trojlistého závěru, úpravu tvaru oken a pořízení nového zařízení. Oltářní obraz z této doby je ve 21. století umístěn ve farním kostele v Chrastavě. Nad vchodem do kostela byla umístěna deska s nápisem „Všemohoucímu bohu k věčné chvále, milostivé vrchnosti na počest“. Nová, dole čtyřhranná a nahoře osmihranná věž byla přistavěna v roce 1703. O 11 let později, v roce 1714, proběhla důkladná přestavba. Byla zvětšena okna v kostelní lodi a postaven nový barokní oltář, na němž byl umístěn obraz Navštívení Panny Marie od libereckého malíře Philippa Leubnera. V chrámové lodi byla umístěna kazatelna a velký kříž. V rozích visely kulaté obrazy evangelistů, byla tu rovněž socha sv. Jana Nepomuckého. Uprostřed stály dvě řady lavic pro věřící. V roce 1866 byly v kostele instalovány nové varhany z dílny Fr. Müllera z Janova u Nového Boru. Strop kostela byl vyzdoben velkou freskou, zachycující Cestu Panny Marie k sv. Alžbětě (Navštívení Panny Marie). V roce 1870 restauroval oltářní obrazy chrastavský malíř August Jonas. Nová barevná kostelní okna byla zasazena v roce 1883. O deset let později byly na kostele umístěny věžní hodiny. Roku 1905 byly v kostele umístěny vyřezávané jesličky dovezené z Tyrolska. V roce 1911 byla do obce, a později v roce 1913 i do kostela, zavedena elektřina. V roce 1930 byly v kostele umístěny nové varhany. V roce 1937 byl zrestaurován hlavní oltářní obraz. Po vysídlení německy mluvícího obyvatelstva začal kostel chátrat. V 50. letech 20. století za komunistického režimu v Československu došlo v obci k demolici několika desítek objektů. V roce 1980 byl zbořen tzv. panský dům a fara, a došlo k likvidaci hřbitova. K devastaci vsi i kostela došlo i vlivem místních obyvatel. Kostel po určitou dobu sloužil i jako sklad nábytku. Ani po roce 1990 se chátrání objektu nezastavilo a situace zůstala nezměněna až do konce 20. století. Tehdy vzniklo v obci občanské sdružení usilující o záchranu kostela a proběhly první zajišťovací práce. Střecha kostela byla děravá, střecha věže byla z prolezlého plechu. Fasáda kostela byla zničena a dvě okna rozbita. Kostel, v té době prázdný, byl pronajat od římskokatolické farnosti Vítkov u Chrastavy spolku „Svítání – Horní Vítkov“. Spolek odstranil okolní náletové dřeviny. Na základě žádosti spolku schválila v září 2015 Rada města Chrastavy příspěvek 25 tisíc Kč na provedení stavebně-historického průzkumu kostela. Na roky 2016–2017 byla spolkem plánována oprava střechy a krovu.

## Architektura
Kostel je obdélný, jednolodní s jižní předsíní. Má západní hranolovou, nahoře oktogonální, věž a trojlistý presbytář, který je členěný lizénami. Na jihu věže je nápisová paměrní deska Františka Ferdinanda a Jany Emerentie z Gallasů od J. Schultese (1691).
Uvnitř v lodi má kostel plochý strop. V presbytáři je nízká placková klenba s lunetami s novou malbou z 19. století. Unikátní je lomená dvoupatrová dřevěná kruchta, zdobená pestrým malováním. Částečně dochovaná je výmalba stropu a stěn kostela.

## Zařízení
Původní zařízení podle údajů z roku 1977 bylo klasicistní. Hlavní oltář byl portálový, sloupový se sochami sv. Janů a andílků. Byl na něm umístěn obraz Navštívení Panny Marie od Philippa Leubnera. Rokokové boční oltáře byly panelové, s nikami, ze 2. poloviny 18. století. V nice presbytáře stála socha Anděla strážce z 18. století. Kazatelna byla barokní z období kolem roku 1740. Rokokové malované lavice pocházely ze 2. poloviny 18. století. V kostele byl umělecky kvalitní rokokový obraz sv. Anny Samotřetí, který byl kopií italského obrazu. Na stěně předsíně jsou klasicistní náhrobníky (stély) s girlandami a kalichem farářů Ferdinanda Pitschela a Gottfrieda Zimmermanna z období kolem roku 1800.

## Zvony
První zvony pocházely z období kolem roku 1575. Největší ze čtyř tehdejších zvonů byl odlit v Praze v dílně zvonaře Brikcia z Vimperka. Za I. světové války byly zvony zrekvirovány. Zachoval se jen nejstarší z nich, datovaný rokem 1575, který je ve 21. století umístěn v kostele sv. Bartoloměje v Hrádku nad Nisou. Nové zvony z 20. let 20. století byly zrekvirovány za II. světové války.